# بونیار
بونار (به اسپانیایی: Boñar) یکی از دهستان‌های اسپانیا است که در استان لئون، اسپانیا واقع شده‌است.

## خصوصیات
بونار ۱۸۰٫۶۲ کیلومترمربع مساحت و ۲٬۰۸۵ نفر جمعیت دارد و ۹۷۲ متر بالاتر از سطح دریا واقع شده‌است.